# エルンスト・ベンダ

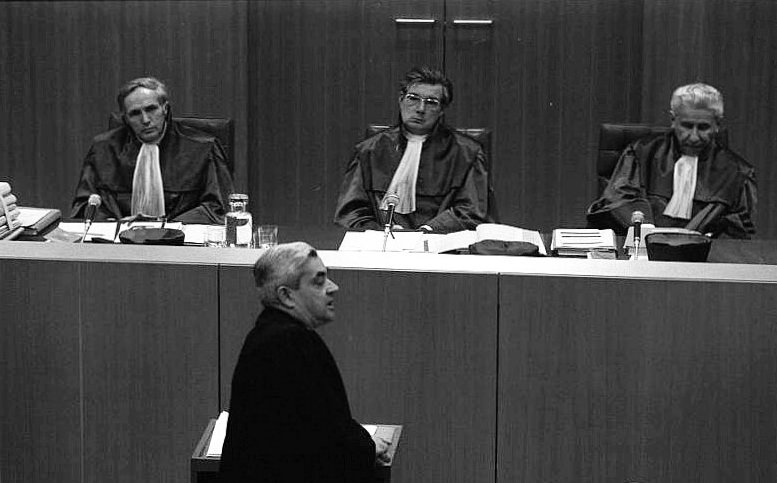
連邦憲法裁判所で妊娠中絶法を審理中のベンダ（着席中央）。手前はホルスト・エームケ法相（1974年）

エルンスト・ベンダ（Ernst Benda, 1925年1月15日 - 2009年3月2日）は、ドイツの法学者、政治家、裁判官。1971年から1983年まで西ドイツの連邦憲法裁判所長官を務めた。

## 経歴
ベルリンで技師の息子として生まれた。アビトゥーア合格後、1943年から1945年までドイツ海軍で従軍、ノルウェーに駐屯した。戦後は東ベルリンのベルリン大学で法律を勉強したが、1948年に共産主義体制下で大学から強制退学させられそうになったため、ウィスコンシン大学マディソン校、ベルリン自由大学と転じ、1955年に司法試験に合格。1956年から弁護士としてベルリンで働き始めた。
1946年からドイツキリスト教民主同盟 (CDU) の党員となった。在学中の1951年にキリスト教民主主義学生連盟 (RCDS) 設立者の一人となり、1951年から1952年まで共同代表を務めた。1952年から1954年まで、CDUの青年団組織 Junge Union の西ベルリン地区代表を務め、西側連合軍軍政部に許可を得た反共産主義団体「非人道行為に対する戦闘団」の活動を指導した。同時期ベルリンのシュパンダウ区にて区議会議員となり党議員団長を務め、続く1954年から1957年までベルリン市議会議員に選出された。
1957年にドイツ連邦議会議員に選ばれた。1965年、ベンダは西ドイツにおける殺人事件の時効に関して、大きな変更をもたらすことに関わった。この変更によって、かつてのナチス党員たちを殺人で告発することができるようになった。党の法務委員会委員長を経て、1967年に内務政務次官に任命され、翌1968年、クルト・ゲオルク・キージンガー内閣で内相に就任した。同年5月28日、緊急事態法を制定し、翌年には国の情報機関に郵便物や電信の部分的監視活動を認める法律を制定し、激しく批判された。1969年の総選挙敗北によるキージンガー内閣の退陣に伴い大臣職を離れた。
1971年12月に連邦憲法裁判所所長に選出され、連邦議会議員を辞職した。1983年まで同裁判所の第4代長官を務めた。その在任中、1975年に制定された人工妊娠中絶法に対する違法判決や、「ドイツの秋」の一連のテロ行為に対する判決、個人情報保護に関する判決などが下された。
退官後の1984年からはフライブルク大学法学部の教授となった。高齢になったのちも政治・法律に関する発言を活発に続け、対テロ戦争における拷問の問題などに意見を述べた。ドイツ・イスラエル協会会長、ドイツ・プロテスタント教会会議総裁（1993年 - 1995年）などを歴任した。妻との間に二児があった。

## 著書
- Die Notstandsverfassung, München/Wien 1966
- Verfassungsprobleme der Großen Koalition, in: Die Große Koalition 1966–1969. Eine kritische Bestandsaufnahme, Freudenstadt 1969, Seiten 162–168
- Zukunftsfragen der Parlamentarischen Demokratie, in: Zeitschrift für Parlamentsfragen, Jg. 1978, Heft 4, Seiten 510–521
- Meinungsforschung und repräsentative Demokratie, in: Horst Baier, Hans Mathias Kepplinger, Kurt Reumann: Öffentliche Meinung und sozialer Wandel, Opladen 1981, Seiten 96–104
- Das Verhältnis von Parlament und Bundesverfassungsgericht, in: Uwe Thaysen, Roger H. Davidson, Robert G. Livingstone: US-Kongreß und Deutscher Bundestag, Opladen 1988, Seiten 217–232